# Bobby Plater
Robert „Bobby“ Plater (* 13. Mai 1914 in Newark (New Jersey); † 20. November 1982 in Lake Tahoe) war ein US-amerikanischer Jazzmusiker (Altsaxophon, Klarinette, Flöte) des Swing.
Plater begann mit zwölf Jahren Altsaxophon zu spielen und hatte sein erstes Engagement mit Donald Lambert and the Savoy Dictators in Newark. 1940 bis 1942 spielte er bei Tiny Bradshaw und war dann bis 1945 beim US-Militär. Er spielte kurz bei Cootie Williams und war ab 1946 bis 1964 hauptsächlich bei Lionel Hampton, mit dem er auch viel aufnahm. Daneben arbeitete er als freischaffender Musiker. Er ist vor allem bekannt als Altsaxophonist im Count Basie Orchestra, dem er von 1964 (als Nachfolger von Frank Wess) bis zu seinem Tod angehörte.
Plater nahm nur einmal unter eigenem Namen auf, 1950 für Bullet Records. Er ist einer der Komponisten von The Jersey Bounce.